# Мала Кужмара
Мала Кужмара́ (рос. Малая Кужмара, марій. Кожвожмучаш) — присілок у складі Звениговського району Марій Ел, Росія. Входить до складу Кужмарського сільського поселення.

## Населення
Населення — 161 особа (2010; 164 у 2002).
Національний склад (станом на 2002 рік):
- марі — 96 %